# ديفيد دبليو. ماركيز
ديفيد دبليو. ماركيز (بالإنجليزية: David W. Márquez)‏ هو محامي وسياسي أمريكي، ولد في 1946.